# Les Saisons du plaisir
Les Saisons du Plaisir je francouzský hraný film z roku 1988, který režíroval Jean-Pierre Mocky podle vlastního scénáře. Snímek měl světovou premiéru 10. února 1988.

## Děj
Manželé Charles a Emmanuelle jsou staří manželé, kteří pořádají každý rok na svém zámku kongres parfumérů, kteří distribuují jejich produkty. Jejich zeď Garibaldi bude komorníkem a jejich vnoučata Hélène a Jacques uvítací výbor.

## Obsazení
| Charles Vanel      | Charles van Bert                |
| Denise Grey        | Emmanuelle van Bert             |
| Jean Abeillé       | Garibaldi                       |
| Jacqueline Maillan | Jacqueline Garibaldi, jeho žena |
| Jean-Pierre Bacri  | Jacques                         |
| Fanny Cottençonová | Hélène                          |
| Jean-Luc Bideau    | Paul                            |
| Bernadette Lafont  | Jeanne, jeho žena               |
| Marjolaine Poulain | Amélie                          |
| Jean Poiret        | Bernard Germain                 |
| Eva Darlan         | Marthe Germain                  |
| Darry Cowl         | Daniel Daniel                   |
| Roland Blanche     | Gus Sirocco                     |
| Stéphane Audranová | Bernadette                      |
| Sylvie Joly        | Dominique                       |
| Dominique Zardi    | účastnice kongresu              |

## Ocenění
- César: nominace na nejlepší filmový plakát (Anabi Leclerc, Daniel Palestrani a Jean Grimal